# Platysenta aeruginosa
Platysenta aeruginosa là một loài bướm đêm trong họ Noctuidae.